# 镜中月
《鏡中月》（西班牙語：La luna en el espejo）是一部於1990年上映的智利劇情片。該片由西爾維奧·凱利齊執導和編劇它進入第47屆威尼斯影展的主競賽單元，而格洛利亚·蒙奇梅尔贏得威尼斯影展最佳女演員獎。電影代表智利參選第63届奥斯卡金像奖最佳外語片，但並沒有入圍。

## 角色
- 格洛利亚·蒙奇梅尔 飾 盧克雷西亞
- 拉斐爾·貝納文特 飾 唐·阿納爾多
- 埃內斯托·比德爾 飾演 大肥仔

## 外部鏈接
- 互联网电影数据库（IMDb）上《镜中月》的资料（英文）